# Pedicularis flaccida
Pedicularis flaccida är en snyltrotsväxtart som beskrevs av David Prain. Pedicularis flaccida ingår i släktet spiror, och familjen snyltrotsväxter. Inga underarter finns listade i Catalogue of Life.